# مسجد محمود (زيورخ)
مسجد محمود (بالألمانية: Mahmud Moschee)‏، يقع في فوركستر، زيورخ: هو أول مسجد بُني لهذا الغرض في سويسرا. تمتلكه وتديره الجماعة الأحمدية. يحتوي المسجد على مئذنة، تم حظر البناء الجديد له في سويسرا بموجب تصويت شعبي.
تم وضع حجر الأساس بحجر من سور المسجد المبارك بالهند على يد أمة الحفيظ بيجوم ابنة مؤسس الجماعة الأحمدية ميرزا غلام أحمد القادياني في 25 أغسطس 1962.
تم افتتاح المسجد في 22 يونيو 1963، من قبل رئيس الدورة 17 للجمعية العامة للأمم المتحدة آنذاك، السيد محمد ظفر الله خان، بحضور عمدة زيورخ الدكتور إميل لاندولت وترأس البعثة في سويسرا مشتاق أحمد باجوا من يونيو 1962 حتى يناير 1975.

## أنظر أيضا
- الإسلام في سويسرا
- قائمة المساجد في أوروبا